# نادية ألمادا
نادية ألمادا (بالبرتغالية: Nádia Almada‏) هي مغنية برتغالية، ولدت في 28 يناير 1977 في Ribeira Brava, Madeira ‏ في البرتغال.

## وصلات خارجية
- نادية ألمادا على موقع IMDb (الإنجليزية)
- نادية ألمادا على موقع ميوزك برينز (الإنجليزية)
- نادية ألمادا على موقع ديسكوغز (الإنجليزية)
- نادية ألمادا على موقع قاعدة بيانات الفيلم (الإنجليزية)